# 小行星4001
小行星4001（英語：4001 Ptolemaeus）是一颗围绕太阳公转的小行星。1949年8月2日，卡尔·威廉·雷睦斯在海德堡发现了此天体。
这颗小行星的绝对星等为204.1784534037907等。